# Wilujsk
Wilujsk (ros. Вилюйск) – miasto w Rosji, w Jakucji; ośrodek administracyjny ułusu Wilujskiego.
Leży na Nizinie Środkowojakuckiej nad rzeką Wiluj, ok. 450 km na północny zachód od Jakucka; 10 tys. mieszkańców (2005). Ośrodek regionu hodowli zwierząt futerkowych; przemysł spożywczy; przystań rzeczna; lotnisko.

## Historia
Osiedle założone w 1634 roku jako zimowisko kozackie Wierchniewilujskoje. W drugiej połowie XVIII w. roku zesłano tu sporą grupę powstańców (powstanie Pugaczowa), którzy rozbudowali osadę do rozmiarów miasteczka; nazwali je Oleńsk; obecna nazwa obowiązuje od 1821 r. W latach 1872–1883 przebywał tu na zesłaniu słynny rosyjski pisarz i filozof Mikołaj Czernyszewski.